# Robin Fierce
Robin Fierce es un artista drag estadounidense que compitió en la decimoquinta temporada de RuPaul's Drag Race.

## Primeros años
Robin Fierce nació en Brooklyn y se crio en Hartford, Connecticut.

## Carrera
Antes de competir en Drag Race, Robin Fierce trabajó en una tienda Best Buy. Compitió en la decimoquinta temporada del programa en 2023.  Ella y sus compañeras concursantes Amethyst y Loosey LaDuca fueron las primeras en el programa en representar a Connecticut. Robin Fierce se hizo pasar por Karen Huger para el desafío Snatch Game. Jax la eliminó de la competencia. El episodio de reunión del programa presentó un video de los legisladores de Connecticut reconociendo a las competidoras del estado.
En 2023, fue oradora invitada en la Facultad de Derecho de Yale. Según Yale Daily News, Robin Fierce "hizo historia como la primera drag queen oradora invitada en los casi dos siglos de existencia de la facultad de derecho, llevando a su audiencia a través de lecturas dramáticas de tres libros para niños y adultos jóvenes y luego mostrando un número de baile". También asistió a una ceremonia de izamiento de la bandera en el Capitolio del Estado de Connecticut para conmemorar el Mes del Orgullo.

## Vida personal
Lee reside actualmente en Hartford. Antes de concursar en Drag Race, ella y su compañera del programa Amethyst fueron pareja.